# قمبريط فضي
قمبريط فضي (الاسم العلمي:Combretum argenteum) هو نوع من النباتات يتبع جنس القمبريط من الفصيلة القمبريطية.